# Devon Witherspoon
Devon Witherspoon (Pensacola, 11 dicembre 2000) è un giocatore di football americano statunitense che milita nel ruolo di cornerback per i Seattle Seahawks della National Football League (NFL).

## Carriera universitaria
Witherspoon al college giocò a football a Illinois dal 2019 al 2021. Nella sua prima stagione disputò tutte le 13 partite, di cui 3 come titolare, mettendo a segno 33 tackle. L'anno seguente disputò 7 gare su 8, con 33 placcaggi e 2 intercetti. Nel 2021 disputò 10 partite come titolare, terminando con 52 tackle e un sack. Nel 2022 fu premiato come All-American dopo avere tenuto i quarterback avversari a 5.2 di QBR, 20% di passaggi completati e non avere subito alcun touchdown in marcatura diretta.

## Carriera professionistica
Witherspoon era considerato uno dei migliori cornerback selezionabili nel Draft NFL 2023 e una scelta della prima metà del primo giro. Il 27 aprile fu chiamato come quinto assoluto dai Seattle Seahawks, il primo cornerback selezionato. Nella conferenza stampa di presentazione, il suo nuovo allenatore Pete Carroll paragonò la mentalità dì Witherspoon a quella dell'Hall of Famer Troy Polamalu, che aveva allenato ai tempi di USC. Il 28 luglio firmó un contratto quadriennale da 31,86 milioni di dollari, l'ultima scelta del primo giro a siglare il proprio accordo.
Un fastidioso infortunio al tendine del ginocchio fece saltare a Witherspoon la maggior parte degli allenamenti estivi e la prima gara della stagione regolare. Debuttò partendo come titolare nella vittoria del secondo turno contro i Detroit Lions facendo registrare 5 placcaggi e un passaggio deviato. La settimana successiva guidò la squadra con 11 tackle, oltre a 2 passaggi deviati, nella vittoria sui Carolina Panthers. Nel quarto turno si mise in luce sul palcoscenico nazionale nel Monday Night Football contro i New York Giants mettendo a referto 7 placcaggi, 2 sack, 4 pressioni sul quarterback e un intercetto ritornato per 97 yard in touchdown nella vittoria per 24-3. Divenne così il secondo cornerback della storia (dopo Captain Munnerlyn nel 2013) a fare registrare due sack e un intercetto ritornato in touchdown nella stessa gara da quando i sack divennero una statistica ufficiale nel 1982. Per questa prestazione fu premiato come miglior difensore della NFC della settimana.
Dopo la settimana di pausa, Witherspoon tenne la stella dei Cincinnati Bengals, il ricevitore Ja'Marr Chase, a una sola ricezione da 3 yard quando era in marcatura diretta, con due passaggi deviati. Alla fine di ottobre fu premiato come miglior rookie difensivo del mese. Nel decimo turno forzò il suo primo fumble, oltre a 5 placcaggi e 4 passaggi deviati, nella vittoria sui Washington Commanders. A fine stagione fu convocato per il suo primo Pro Bowl dopo avere terminato con 79 placcaggi, 3 sack, un intercetto, un fumble forzato e 16 passaggi deviati, quest'ultimo quinto miglior risultato della NFL. Fu inoltre inserito nella formazione ideale dei rookie dalla Pro Football Writers of America.
Nell'undicesimo turno del 2024, Witherspoon fece registrare un massimo stagionale di 3 passaggi deviati nella vittoria in casa dei rivali dei San Francisco 49ers. Nel penultimo turno mise a segno un sack su Caleb Williams nella vittoria esterna sui Chicago Bears. A fine stagione fu convocato per il suo secondo Pro Bowl dopo avere fatto registrare 98 placcaggi, 9 passaggi deviati, un sack e un fumble forzato, disputando tutte le 17 partite come titolare.

## Palmarès
- Convocazioni al Pro Bowl: 2

2023, 2024
- Difensore della NFC della settimana: 1

4ª del 2023
- Rookie difensivo del mese: 1

ottobre 2023
- PFWA All-Rookie Team - 2023
- 50 migliori giocatori del 50º anniversario dei Seahawks